# Sylvia Gerasch
Sylvia Gerasch (Cottbus, 16 maggio 1969) è un'ex nuotatrice tedesca, fino al 1990 tedesca orientale.

## Carriera
Fortemente specializzata nella rana, ha vinto il titolo di campionessa mondiale nel 1986 sulla distanza dei 100 metri.

## Palmarès
- Mondiali

Madrid 1986: oro nei 100m rana e nella 4x100m misti (come Germania Est).
- Europei

Roma 1983: argento nei 100m e 200m rana (come Germania Est).
Sofia 1985: oro nei 100m rana (come Germania Est).
Strasburgo 1987: bronzo nei 100m rana (come Germania Est).
Atene 1991: argento nella 4x100m misti (come Germania).
Sheffield 1993: oro nei 100m rana e nella 4x100m misti (come Germania).
Siviglia 1997: oro nella 4x100m misti (come Germania).
Helsinki 2000: argento nei 100m rana e bronzo nei 50m rana (come Germania).
- Europei in vasca corta

Gelsenkirchen 1991: oro nella 4x50m misti e argento nei 50m rana (come Germania).
Gateshead 1993: oro nei 50m rana e nella 4x50m misti e bronzo nei 100m misti (come Germania).
Rostock 1996: oro nella 4x50m misti (come Germania).
Sheffield 1998: oro nei 50m rana e nella 4x50m misti (come Germania).
Valencia 2000: argento nella 4x50m misti (come Germania).

### Coppa del Mondo
- Vincitrice della Coppa del Mondo di rana nel 1992
- Vincitrice della Coppa del Mondo dei 50m rana nel 2001